# 贵州石仙桃
贵州石仙桃（学名：Pholidota roseans），为兰科石仙桃属下的一个植物种。